# シャルマネセル3世
シャルマネセル3世（Shalmaneser III、在位：前859年-前824年）は、古代メソポタミア地方の新アッシリア帝国の王。ウラルトゥ、パレスティナ、バビロニアなど多方面への遠征を繰り返した。旧約聖書に登場する北イスラエル王イエフを記録した黒色オベリスクは貴重な史料となっている。帝国前半の興隆期を担ったが、彼の死後は王の権力が低下し、帝国は停滞期に入った。
本来の名前はシャルマヌ・アシャレド（Šulmānu-ašarēdu）であり、「シャルマヌ神は至高なり」を意味する。アッシュル・ナツィルパル2世の息子にして後継者であった。アラブ人とカルデア人が初めて記録された歴史に登場するのはシャルマネセル3世の年代記の前850年代からである。

## 治世

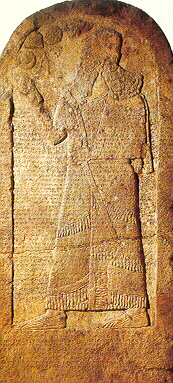
カルカルの戦いを回想（morates）するクルクの石碑。

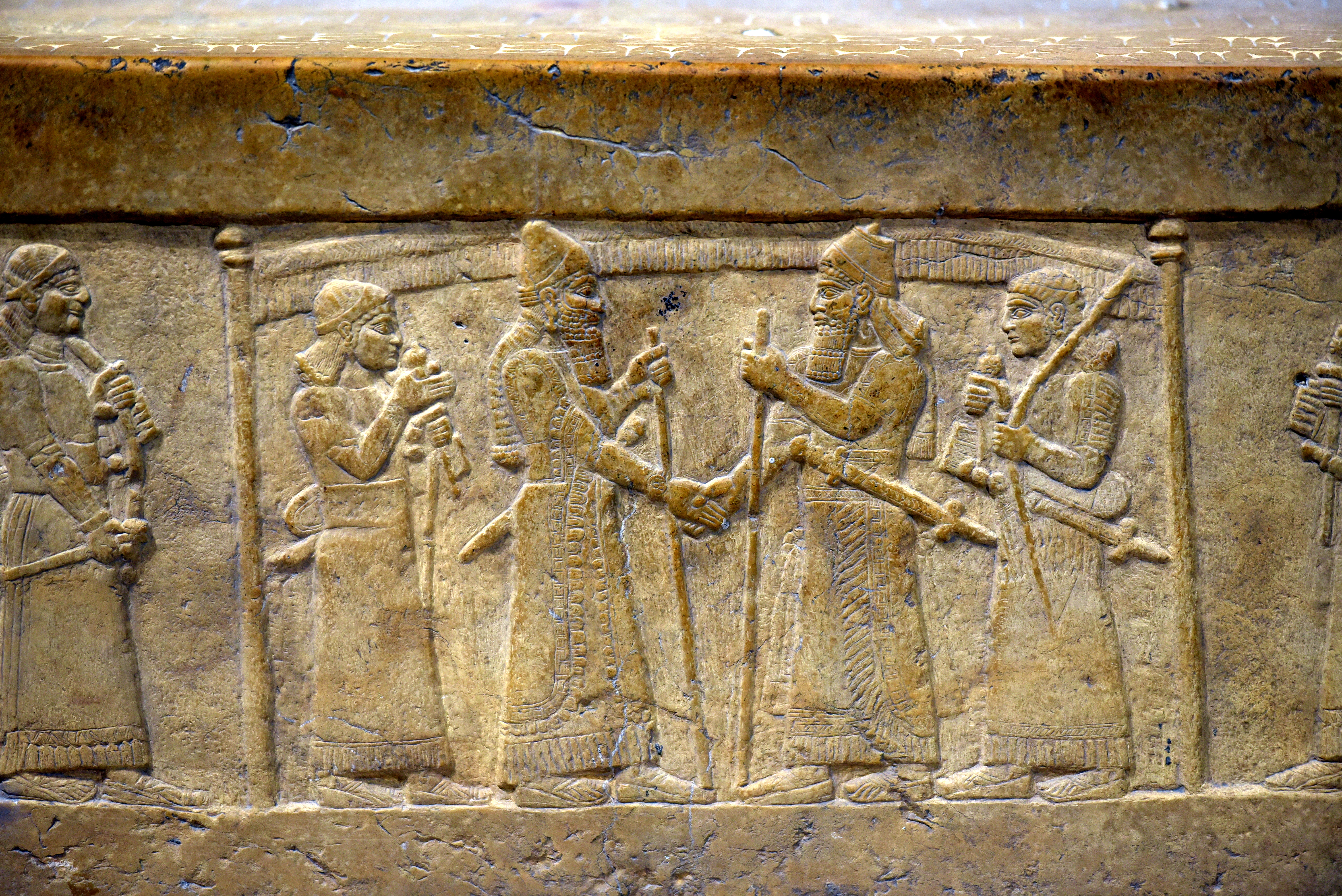
マルドゥク・ザキル・シュミ1世（左）と挨拶するシャルマネセル3世（右）。シャルマネセル3世の玉座の基壇（Throne Dais）の前面パネル。

彼の長期にわたる治世は東方諸部族、バビロニア、メソポタミアおよびシリア、そしてキズワトナとウラルトゥへの不断の遠征の連続であった。彼の軍隊はヴァン湖とタウルス山脈に侵入し、カルケミシュの新ヒッタイトに貢納を強制し、ハマトとアラム・ダマスクスを平定した。

### 遠征
シャルマネセル3世はウラルトゥ王国への遠征を開始し、前858年にスグニア市を破壊、続いて前853年にはアラシャクン（Araškun）市を破壊した。この2つの都市は、トゥシュパ市にウラルトゥ人の中心が遷る以前のウラルトゥ王国の首都であったと見られている。前853年、ダマスカスのアラム人王ハダドエゼル、ハマト王イルフレニ、イスラエル王アハブ、アラブの王ギンディブら、11人の王による連合が形成され、彼らはカルカルの戦いでシャルマネセル3世と戦った。戦いの結果は決定的なものとはならず、シャルマネセル3世は何年もの間、戦い続けなればならなかった。これらの戦いで、アッシリア帝国は最終的にレヴァント（現在のシリアとレバノンおよびアラビアを占領した。
前851年、バビロンにおける反乱を受けてシャルマネセル3世はマルドゥク・ベール・ウシャテ（Marduk-bēl-ušate）に対する遠征を開始した。彼はシャルマネセル3世の同盟者マルドゥク・ザキル・シュミ1世の弟である。遠征の2年目、マルドゥク・ベール・ウシャテは退陣を余儀なくされ、殺害された。これらの出来事は黒色オベリスクに記録されている。
我が治世の第8年、カルドニアシュの王マルドゥク・ザキル・シュミの弟、マルドゥク・ベール・ウシャテが彼に反乱を起こし、全土を分割した。彼の復讐のため、余は出陣しメ・トゥルナト（Mê-Turnat）を占領した。我が治世の第9年、余は再びアッカドへと進軍した。余はGanannateを包囲した。マルドゥク・ベール・ウシャテについては、アッシュル神とマルドゥク神の恐るべき栄光が彼を圧倒し、彼は自らの命を守るため山地へと登っていった。余は彼を追撃した。余はマルドゥク・ベール・ウシャテならびに彼と共にいた反乱軍の将校たちを剣で切り倒した。—シャルマネセル3世、黒色オベリスク

### 対イスラエル

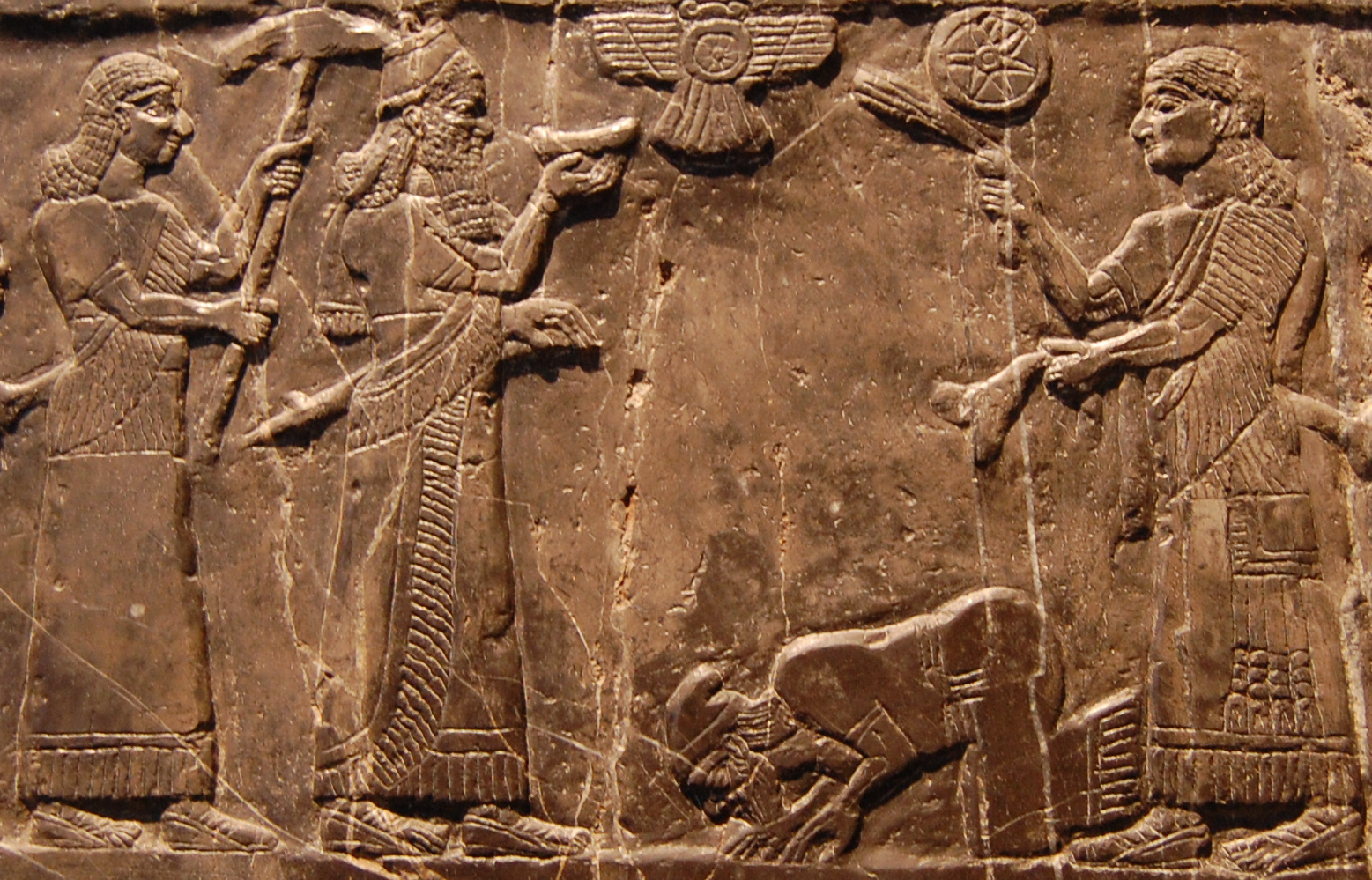
シャルマネセル3世に跪くイエフ。これは「古代オリエント美術における現存する唯一のイスラエルまたはユダヤ人の君主の肖像である

前841年、シャルマネセル3世はハダドエゼルの後継者ハザエルに対して遠征を行い、彼を首都の城壁内に後退させた。シャルマネセル3世はダマスカス市を占領することができなかったがその領土を荒らし、イスラエルのイエフ（その外交官たちは黒色オベリスクに登場している。このオベリスクは現在、大英博物館に収蔵されている。）はフェニキア人の諸都市と共に、おそらく前841年にシャルマネセル3世に貢納を送った。バビロニアは移動生活を送るカルデア人、ストゥ人、アラム人諸部族の領域を含めて既に征服されており、バビロニア王は処刑されていた。

### 対タバル
前836年、シャルマネセル3世はタバル（ティバレニ、Tibareni）に遠征し、続いてカッパドキアへ派兵した。そして前832年にはウラルトゥに対して別の遠征が行われた。翌年、高齢のためにシャルマネセル3世は軍の指揮権をタルタン（turtānu、最高司令官）のダヤン・アッシュルに引き渡さなければならなかった。そして6年後、ニネヴェとその他の都市が息子のアッシュル・ダイン・パルの下で反乱を起こした。内戦は2年間続いたが、最後はシャルマネセル3世の別の息子シャムシ・アダド5世によって撃破された。シャルマネセル3世はその後間もなく死亡した。

### 後期の遠征

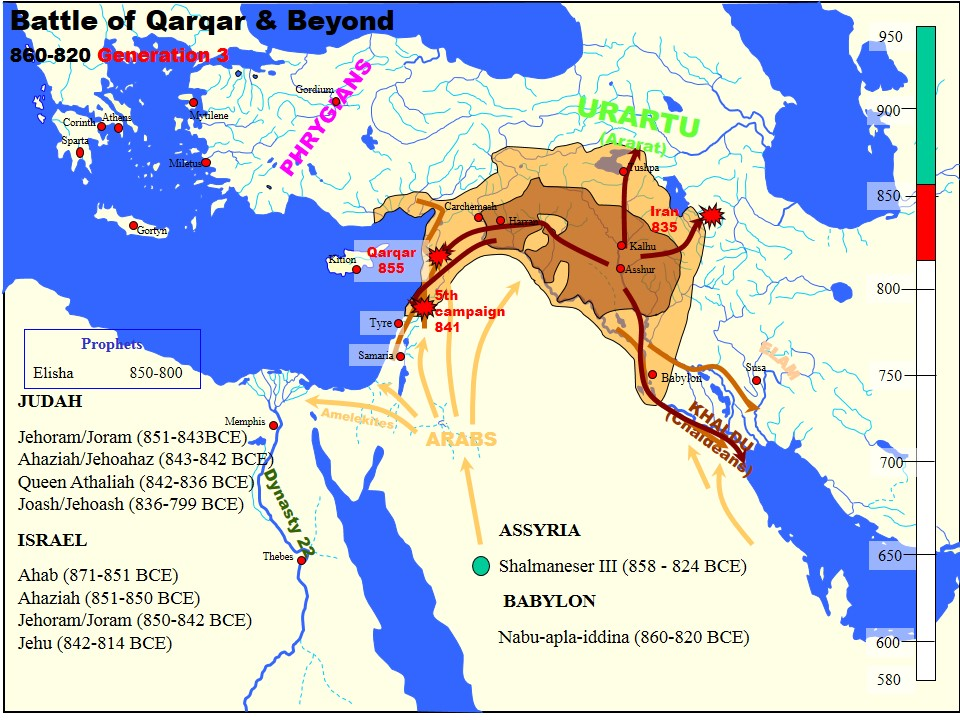
シャルマネセル３世による新アッシリア帝国の拡大

その治世後半に発生したこの反乱にもかかわらず、シャルマネセル3世は新アッシリア帝国の国境を拡大し、ザグロスのハブール川と山岳の前線地帯の支配を安定させ、ウラルトゥと対抗して見せた。また、彼の治世中、ラクダを駆るアラブ人たちが初めて歴史に登場した。

## 聖書学
シャルマネセル3世が残したモニュメントの2つに『旧約聖書』の君主名が登場しているため、彼の治世は聖書学において重要である。黒色オベリスクはオムリの子イエフに言及している（ただし、イエフがオムリの子というのは誤認であるが。またクルクの石碑はカルカルの戦いにおけるアハブ王に言及している。
ラッセル・グミルキンは2019年の彼の本の中で、ソロモンとその帝国に関する神話はシャルマネセル3世の記録を元に構築されたと主張している。

## 建設事業と黒色オベリスク

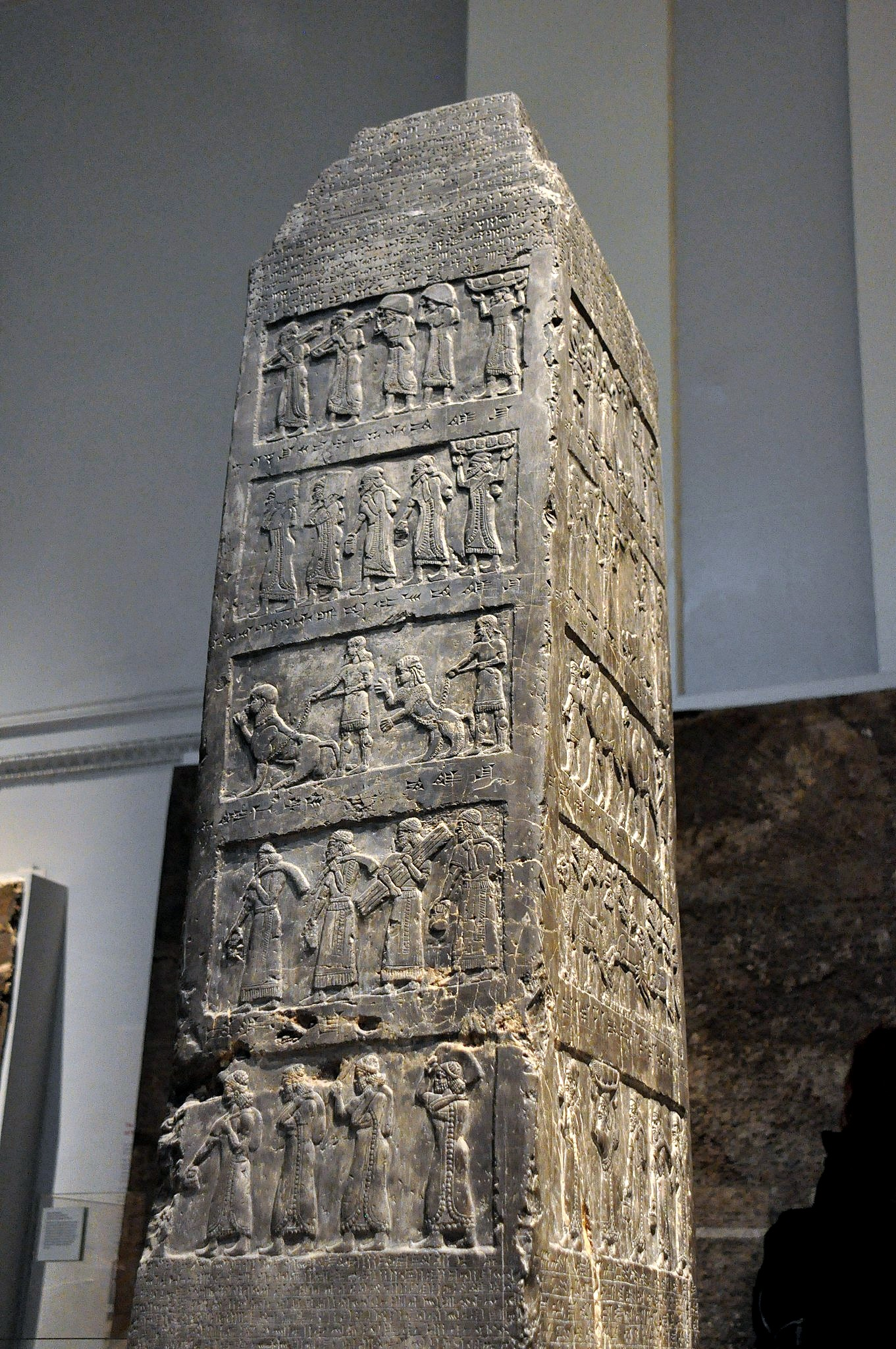
黒色オベリスク。9世紀頃。イラクのニムルドで発見。大英博物館収蔵。

シャルマネセル3世はカルフ（聖書におけるカラフ、現在のニムルド）に宮殿を建て、彼の諸遠征を記録した王年代記の複数の版を残した。そしてこれらの最後の版がカラフの黒色オベリスクに刻まれている。
黒色オベリスクは彼の治世中の重要な出土品である。これは黒い石灰岩で作られた浮彫彫刻で、イラク北部にあるニムルド（古代のカルフ）で発見された。発見された中で最も完全な状態で残るアッシリアのオベリスクであり、最初期のイスラエル人の描写を持つため歴史的に重要である。このレリーフの上部と下部には長い楔形文字の碑文でシャルマネセル3世の年代記が記されている。そこにはシャルマネセル3世と彼の最高指揮官が治世31年まで毎年行った遠征が記載されている。いくつかの特徴から、軍を指揮する責務が最高司令官のダヤン・アッシュルに与えられていたことが示唆される。
上から2番目の層にはイスラエル人の現存する最初期の肖像であるイスラエル王国の王イエフの肖像が含まれている。イエフはイスラエル王国とフェニキアおよびユダ王国との同盟を取りやめ、アッシリアに臣従した。黒色オベリスクはイエフが前841年頃に貢納を自ら持って行ったか、あるいは送ったことを描写している。この場面の説明はアッシリア楔形文字で書かれており、下記のように訳出できる。
「オムリの子イエフの貢物。余は彼から銀、金、黄金の鉢、尖底の黄金の壺、黄金の酒杯、黄金の容器（buckets）、錫、王笏[そして]槍を受け取った」
このオベリスクは前825年の内戦時に公の記念碑として建立された。そして1846年に考古学者オースティン・ヘンリー・レヤード卿によって発見された。

## 画像

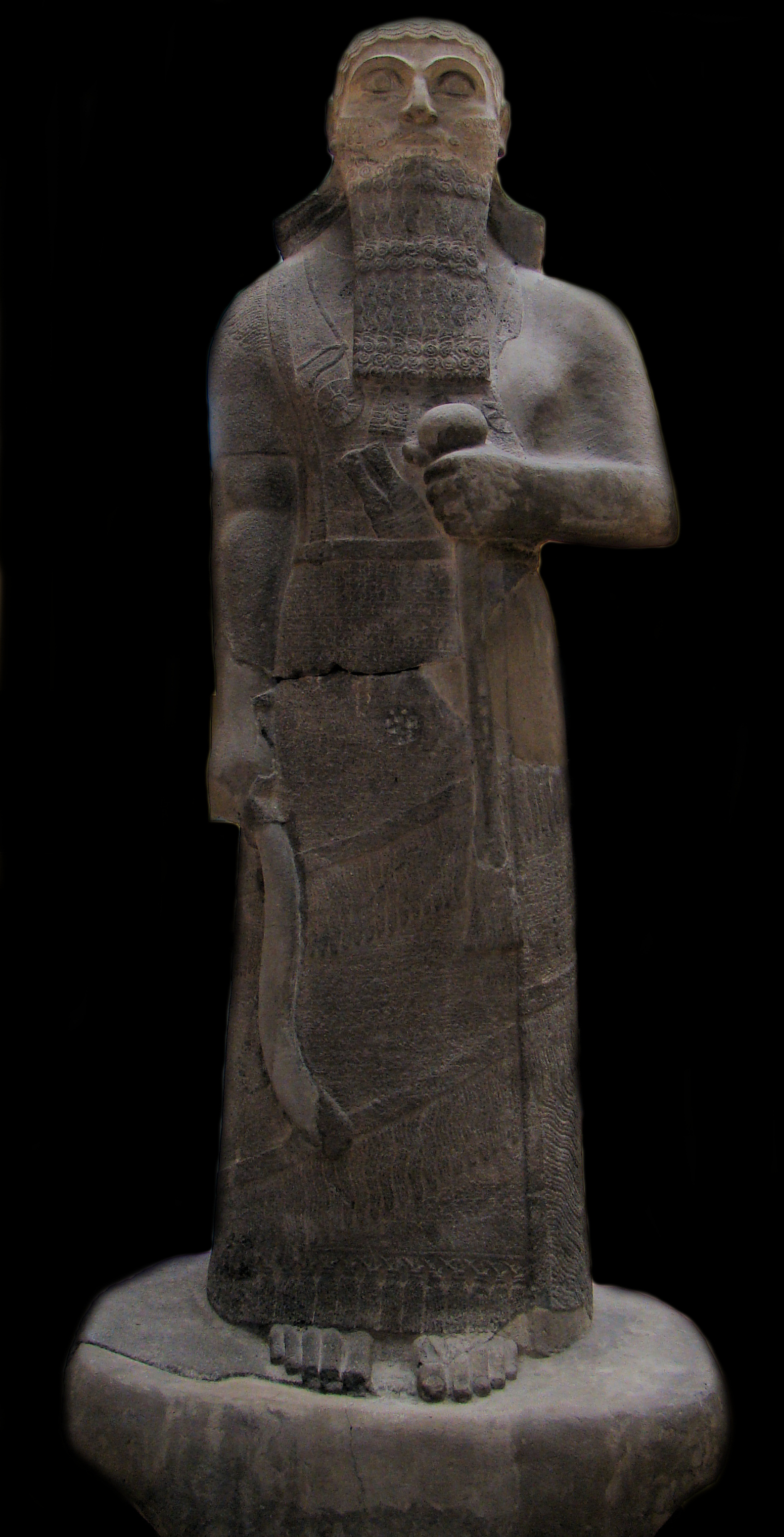
シャルマネセル3世像。イスタンブル考古学博物館収蔵。
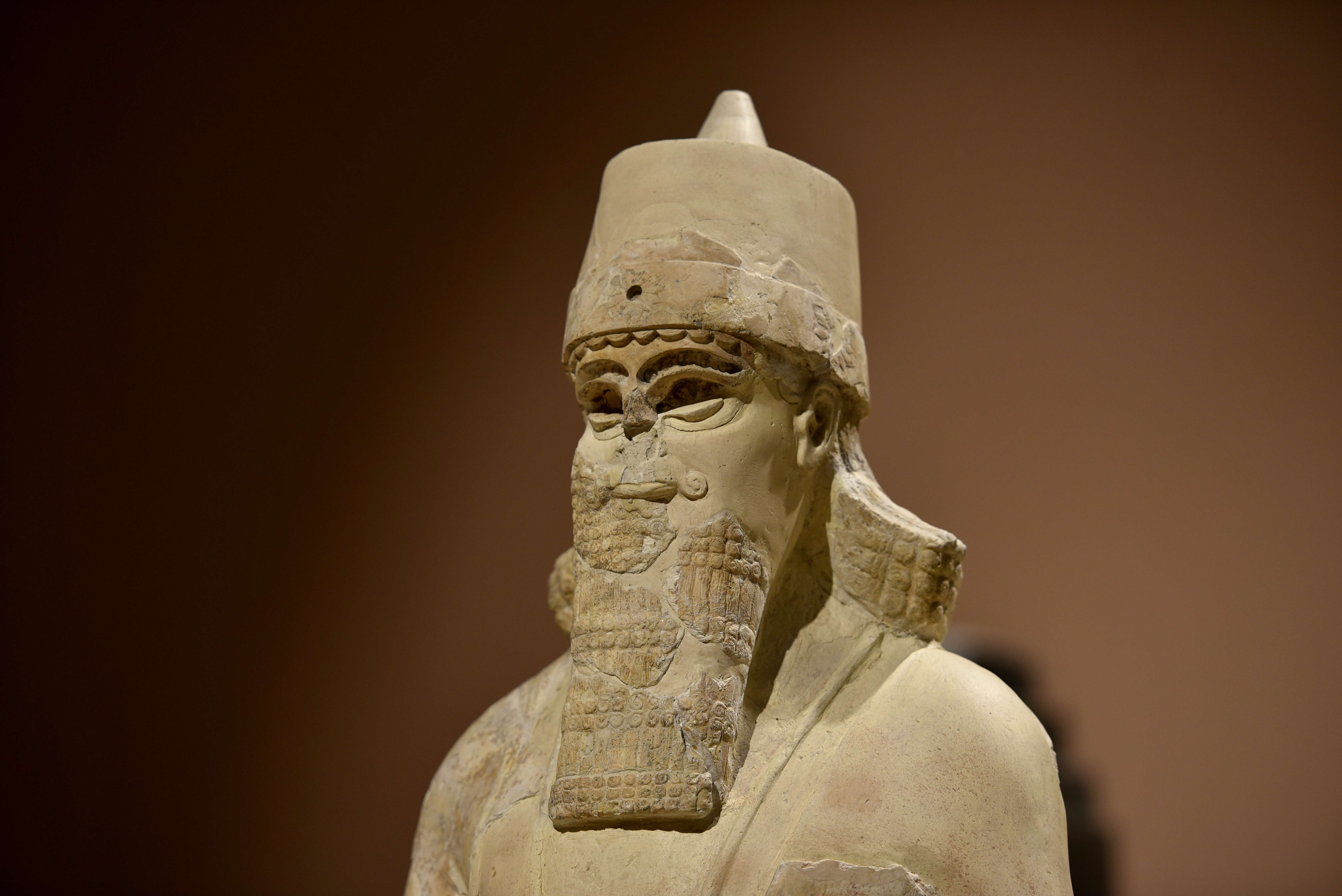
ニムルドで発見されたシャルマネセル3世像。イラク国立博物館収蔵。
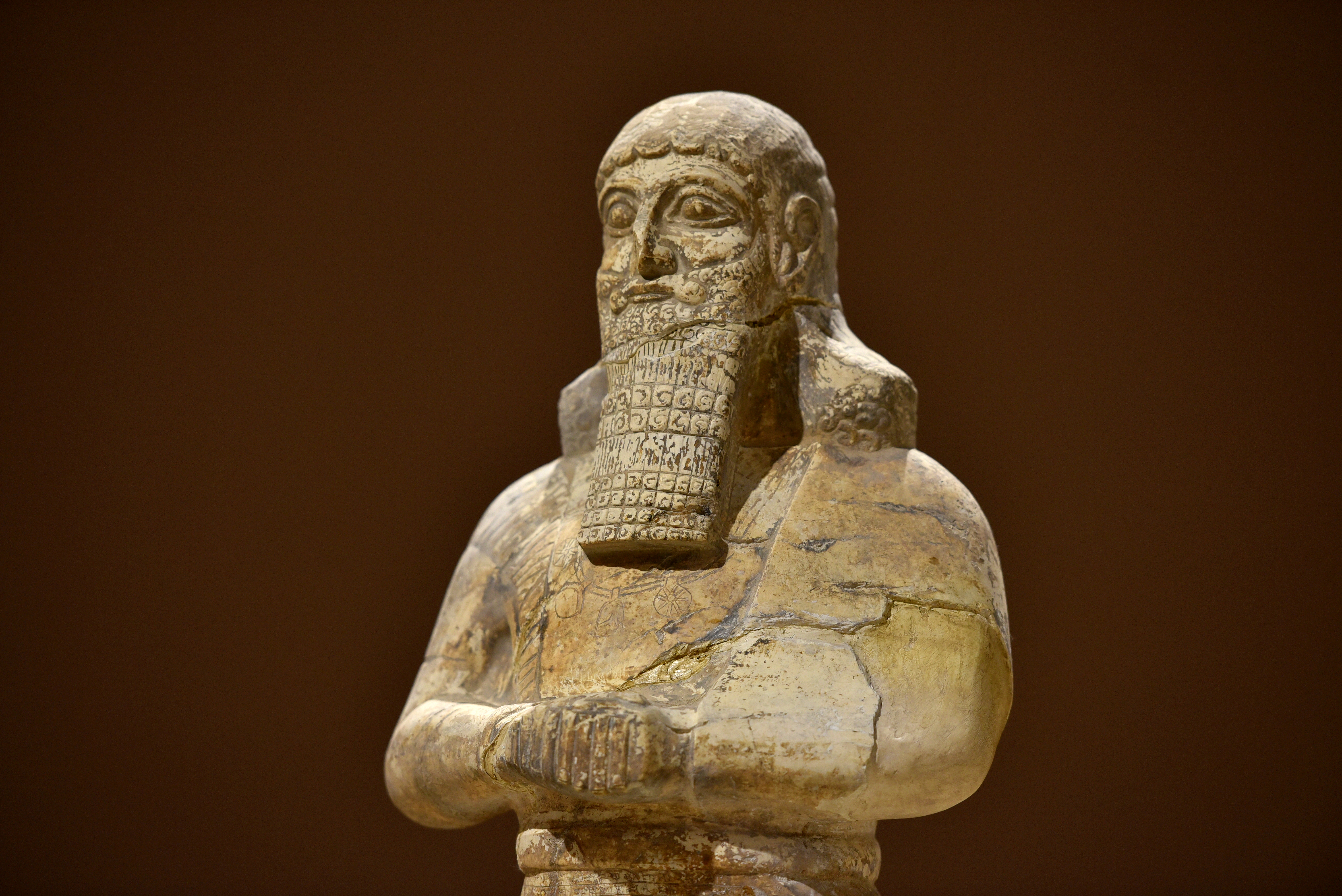
シャルマネセル要塞で発見されたシャルマネセル3世のKurba'il像。イラク国立博物館収蔵。
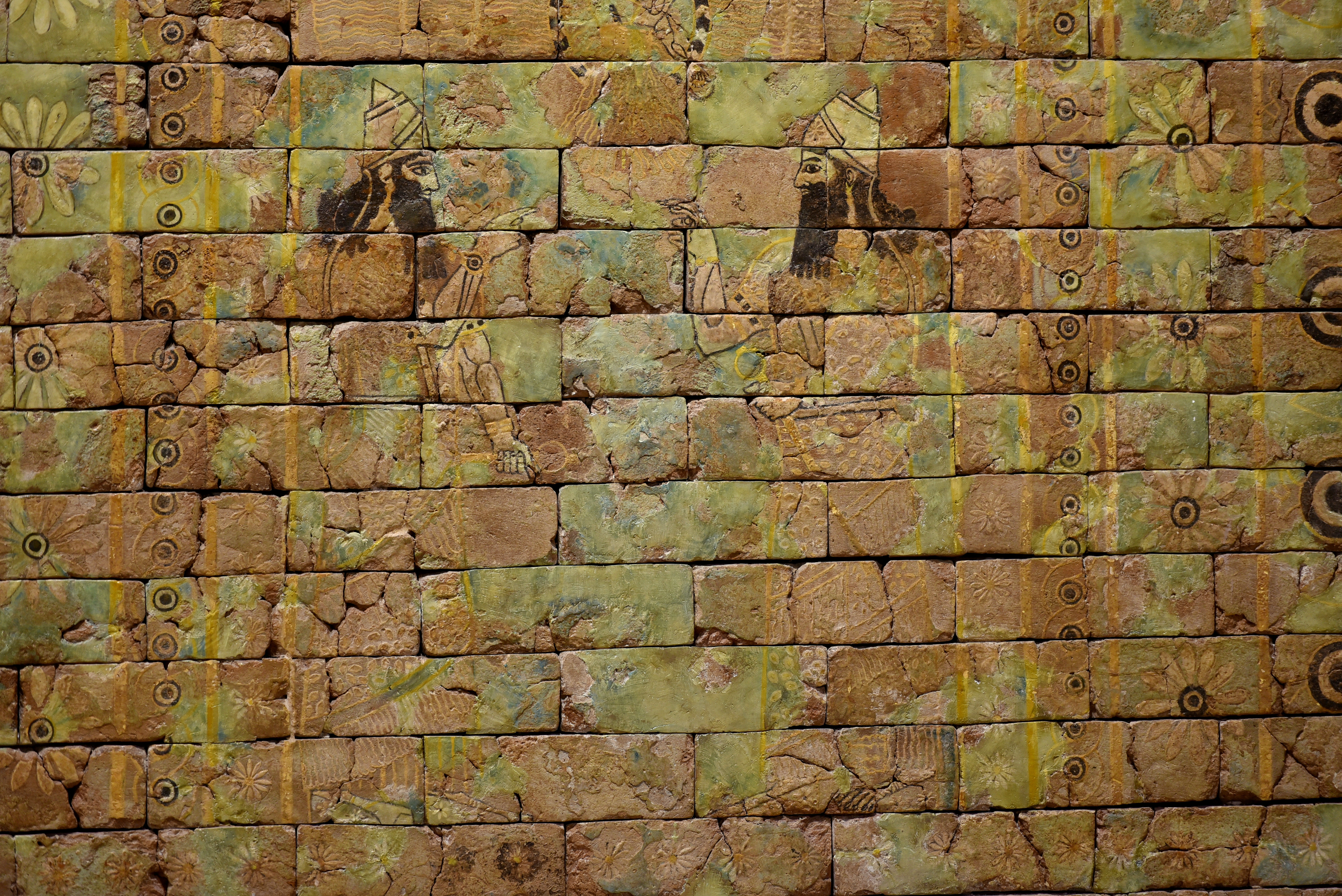
シャルマネセル3世。シャルマネセル要塞の塗装された壁面パネルの詳細。イラク国立博物館収蔵。
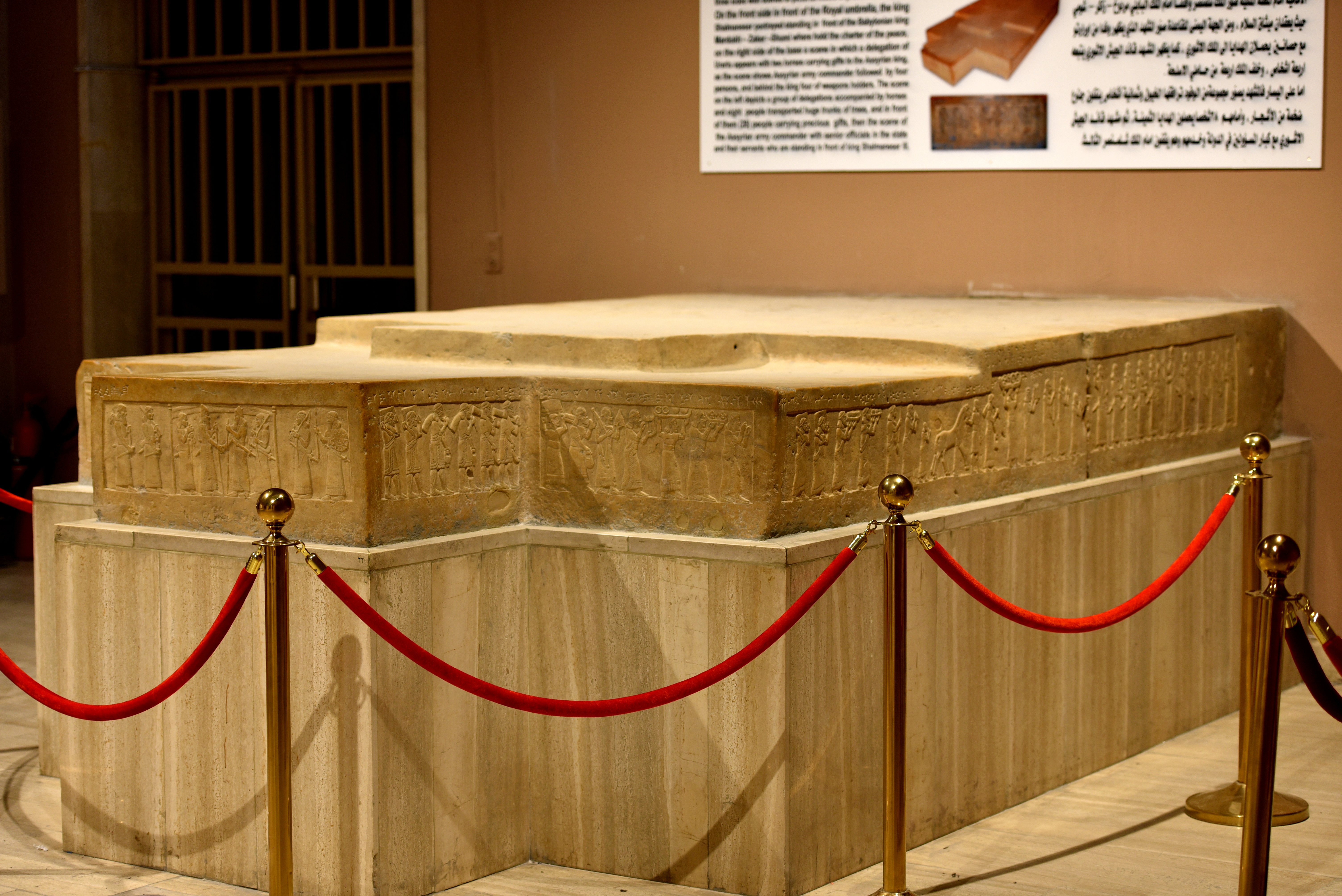
シャルマネセル要塞で発見されたシャルマネセル3世の玉座の基壇。イラク国立博物館収蔵。
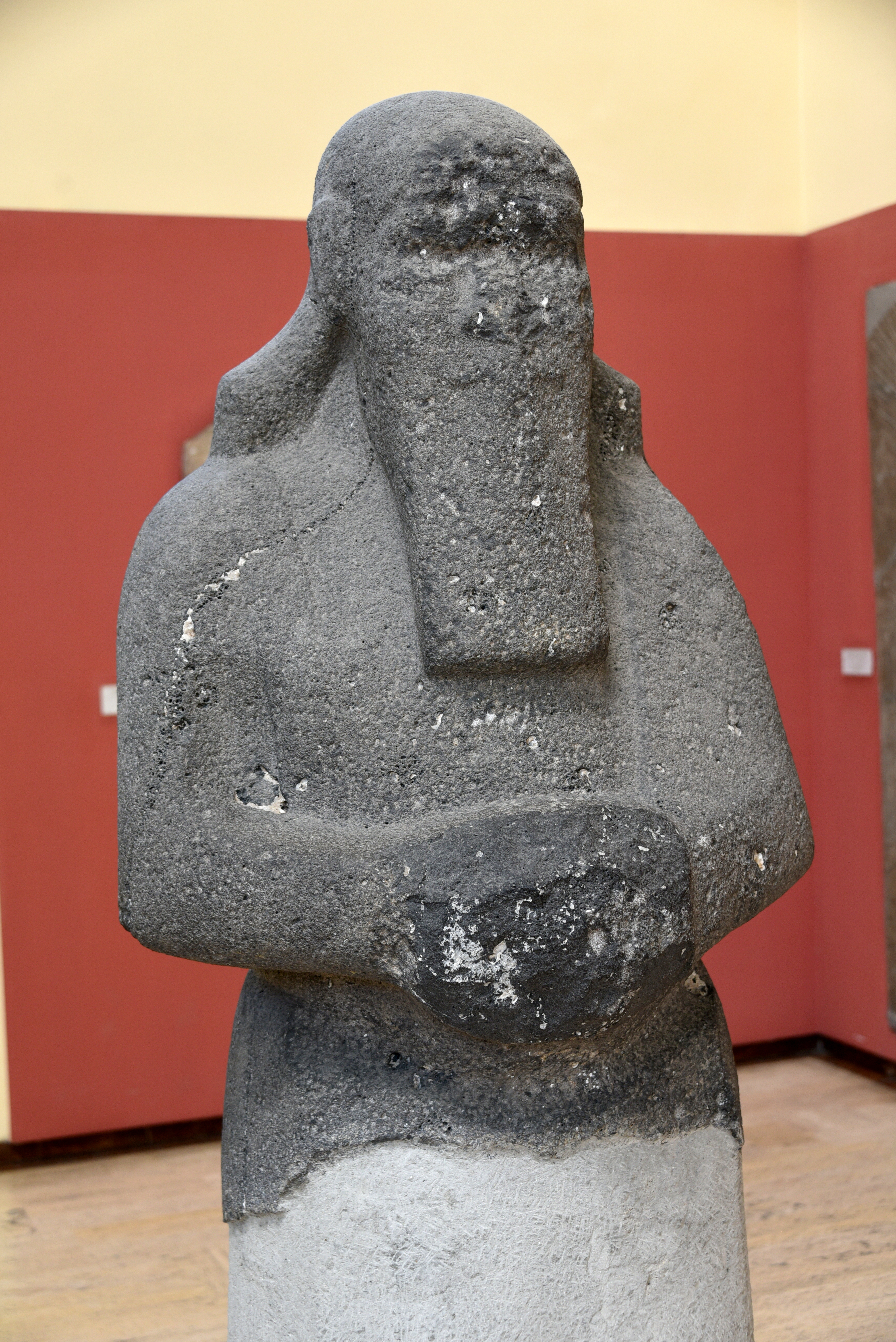
イラクのアッシュルで発見されたシャルマネセル3世の未完成の像。イスタンブル、古代オリエント文明博物館収蔵。
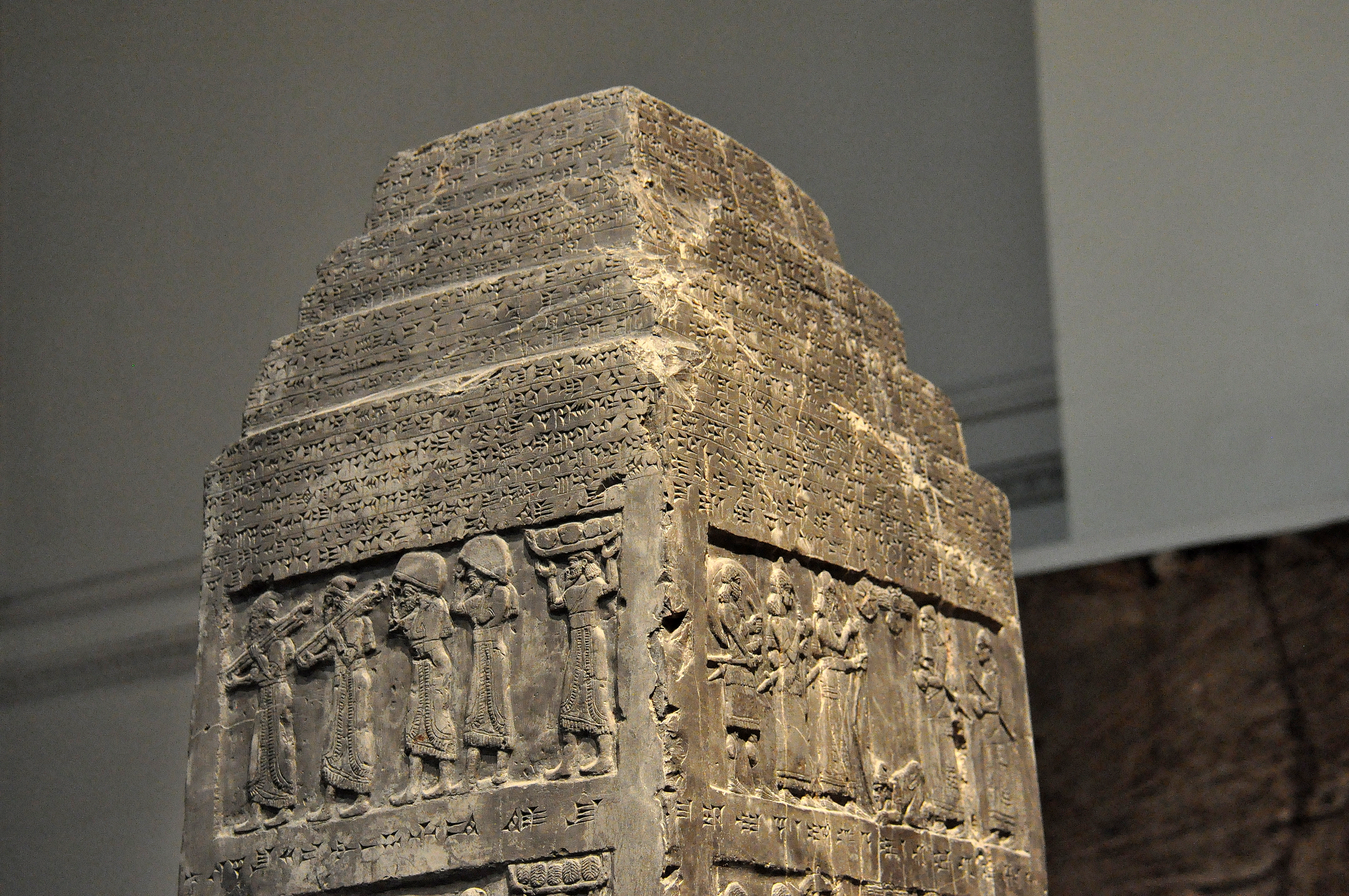
シャルマネセル3世の黒色オベリスク頂上部。大英博物館収蔵。
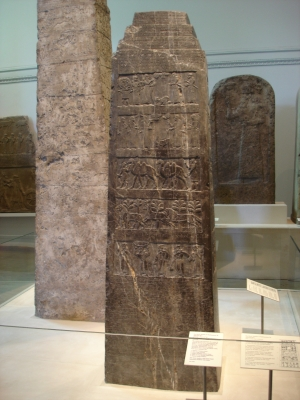
シャルマネセル3世の黒色オベリスク。大英博物館収蔵。
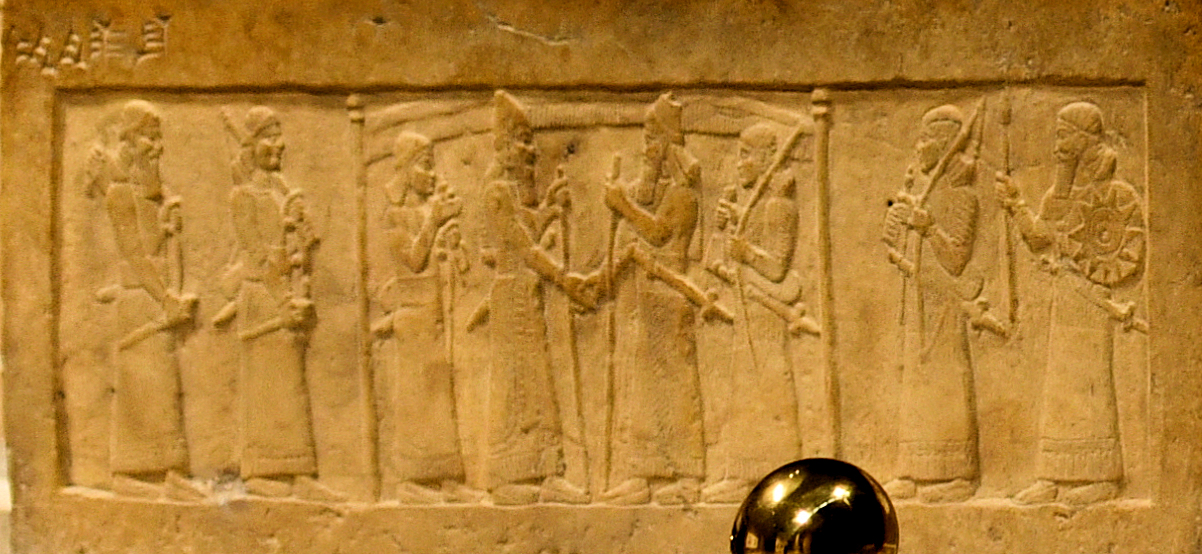
シャルマネセル3世の玉座の基壇。王の饗応。
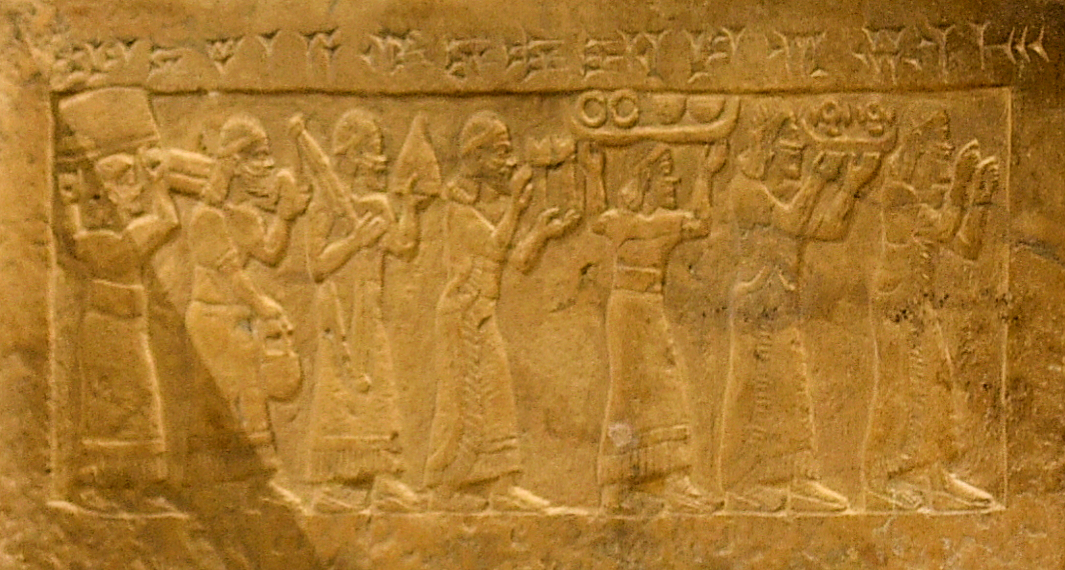
シャルマネセル3世の玉座の基壇。行列。
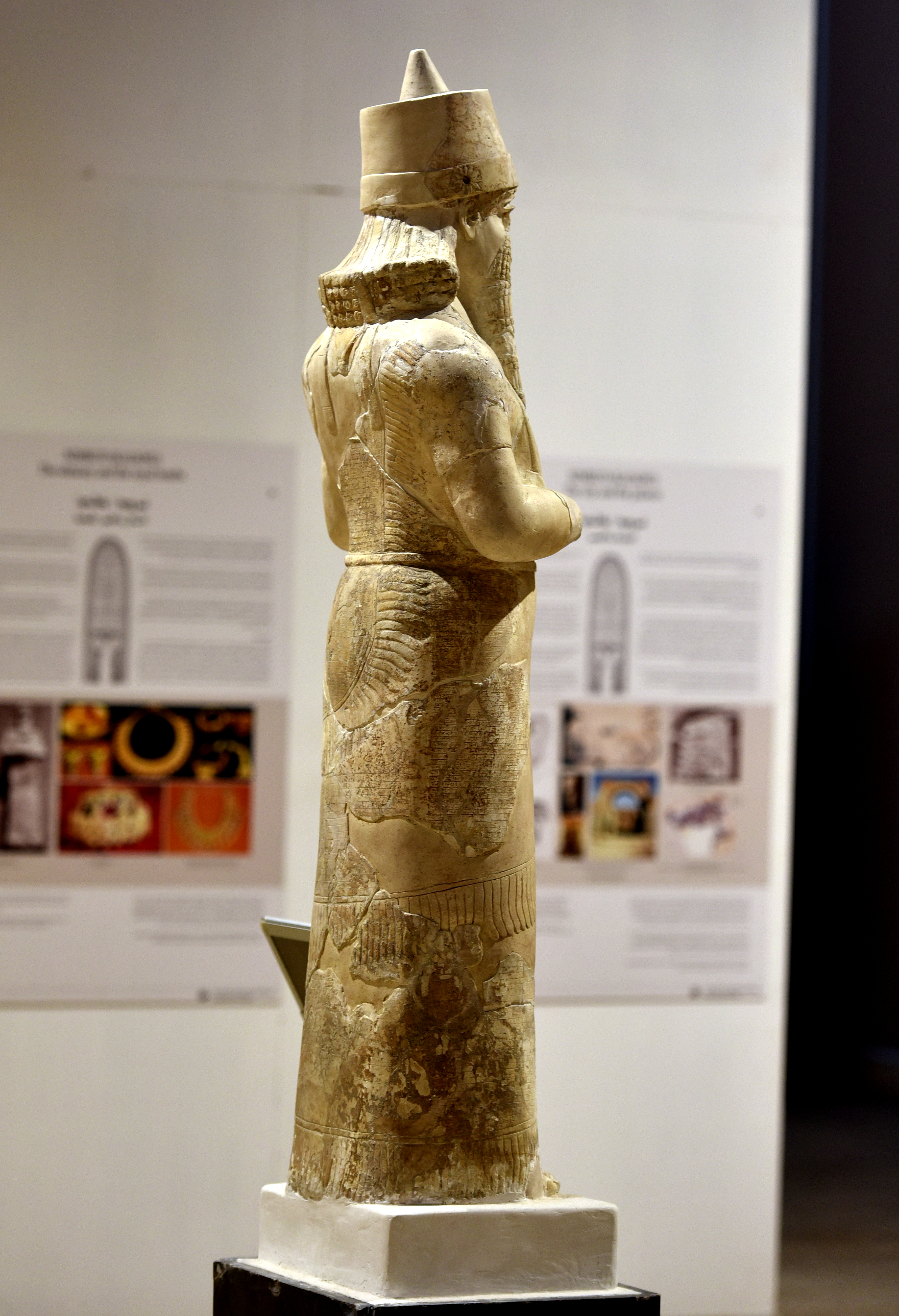
アッシリア王シャルマネセル3世像。イラク、バグダード博物館収蔵。
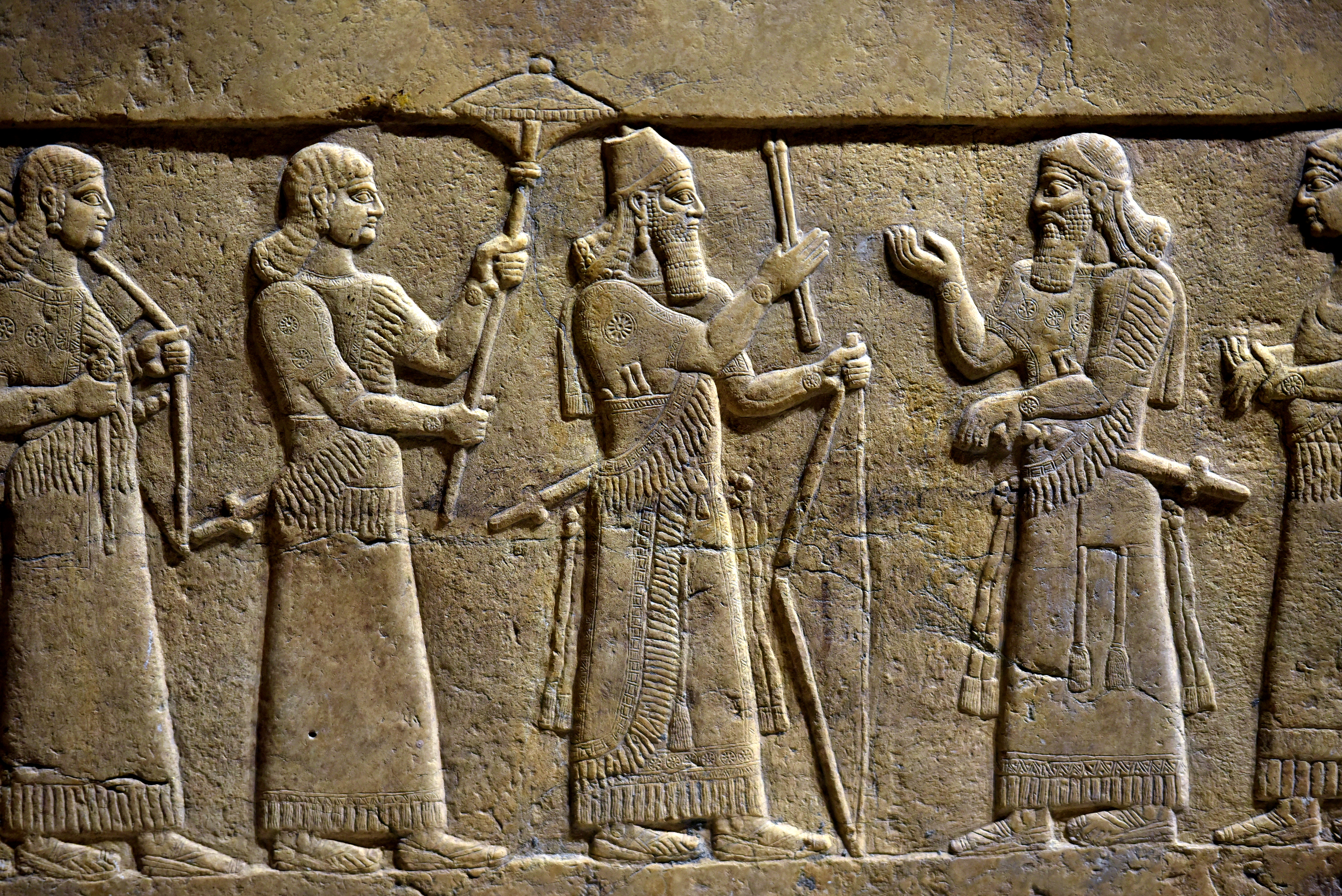
シャルマネセル3世像詳細。北面、東端。イラク、ニムルドで発見されたシャルマネセル3世の玉座の基壇。
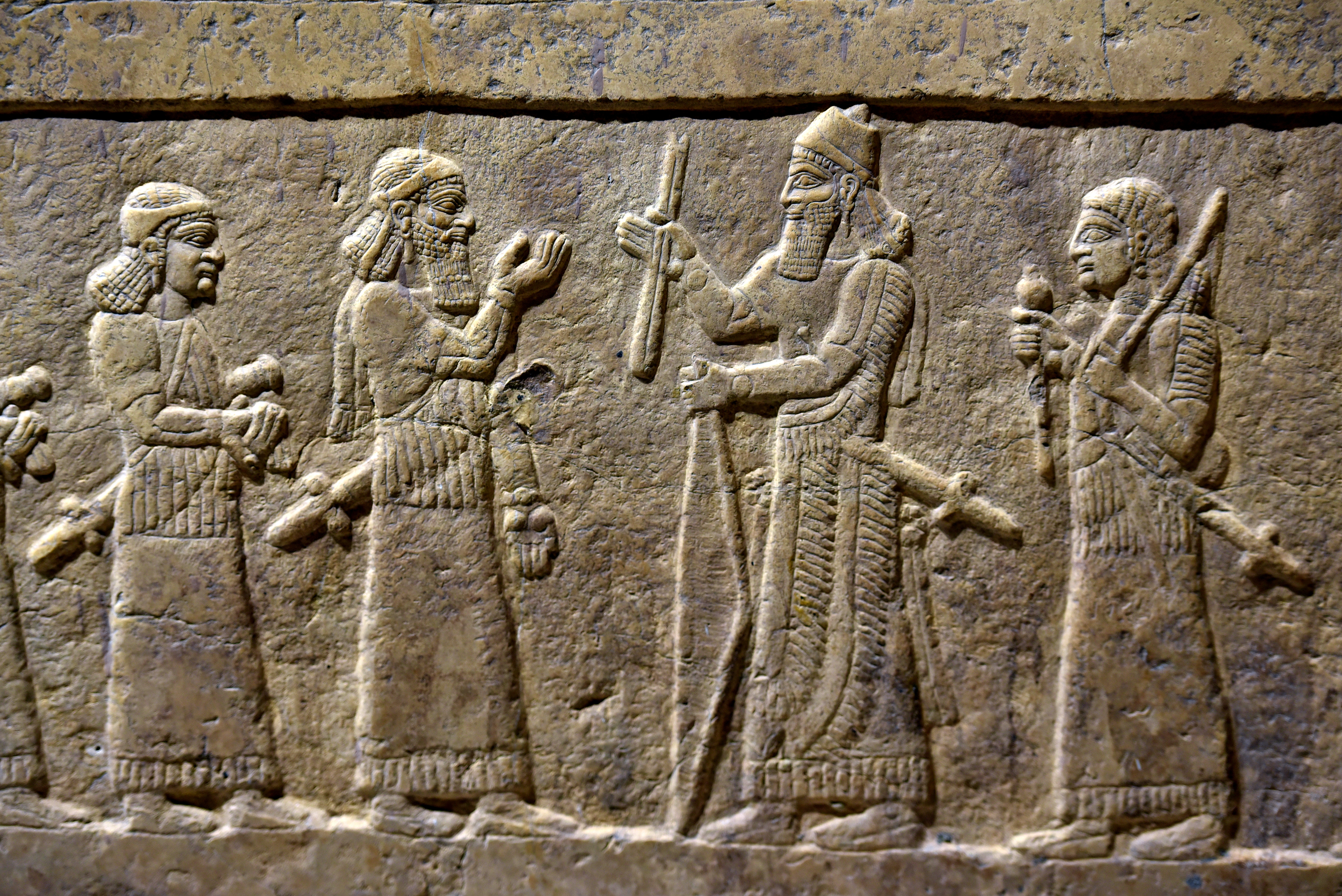
シャルマネセル3世像詳細。南面、西端。イラク、ニムルドで発見されたシャルマネセル3世の玉座の基壇。
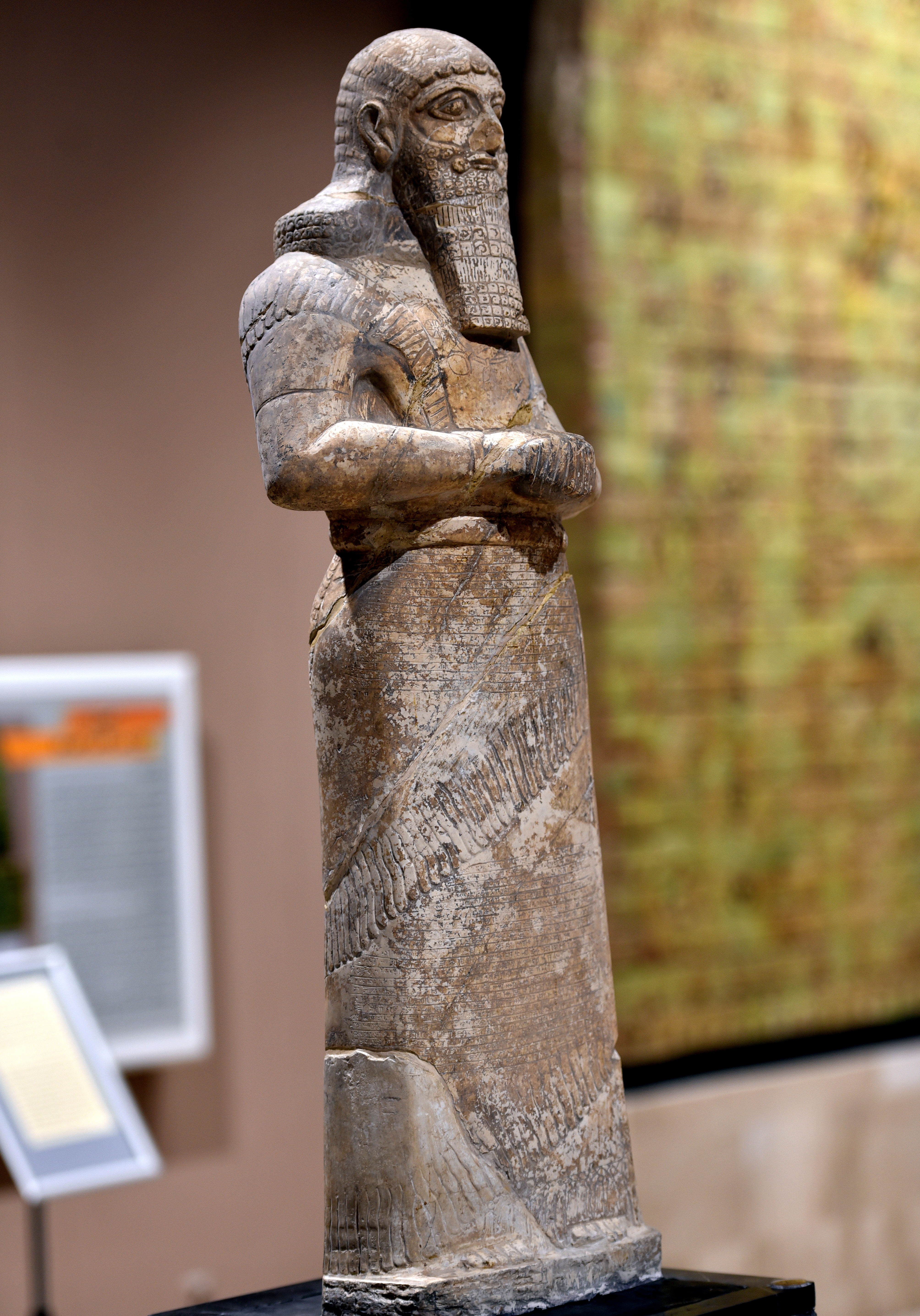
シャルマネセル3世のKurba'il像。バグダードのイラク国立博物館収蔵。